# حكة التراب
حكة التراب أو حكة الأرض أو الحكة ترابية المنشأ (بالإنجليزية: Ground itch)‏ وهيَ تُشير إلى رد فعل التهابي ناجِم عن غزو الديدان الطفيلية في الجلد.
تتضمن العوامل المُسبب لهذه الحكة ما يلي:
- الديدان الخيطية
  - الأسطوانية البرازية
- الديدان الخطافية
  - أنكلستوما اثنا عشرية
  - أنكلستوما برازيلية
  - الفتاكة الأمريكية